# The Pursuit (Jamie Cullum)
The Pursuit è il quinto album di Jamie Cullum. È uscito il 10 novembre 2009 nel Regno Unito e il 2 marzo 2010 negli USA e in Canada. Il primo singolo estratto è "I'm All Over It".

## Tracce
1. "Just One of Those Things" (Cole Porter) - 4:35
2. "I'm All Over It" (Jamie Cullum, Ricky Ross)  3:40
3. "Wheels" (Jamie Cullum - 3:43
4. "If I Ruled The World" (Leslie Bricusse, Cyril Ornadel) - 4:36
5. "You and Me Are Gone" (Jamie Cullum, Geoff Gascoyne, Sebastian de Krom) - 5:05
6. "Don't Stop the Music" (Tor Erik Hermansen, Mikkel Stroleer Eriksen, Frankie Storm, Michael Jackson) - 4:49 (cover della canzone di Rihanna)
7. "Love Ain't Gonna Let You Down" (Jamie Cullum - 3:57
8. "Mixtape" (Jamie Cullum, Ben Cullum) - 4:58
9. "I Think, I Love" (Jamie Cullum) - 4:16
10. "We Run Things" (Jamie Cullum) - 3:31
11. "Not While I'm Around" (Stephen Sondheim) - 3:32
12. "Music is Throught" (Jamie Cullum, Ben Cullum) - 7:07
13. "I Love This" (Jamie Cullum, Ben Cullum) - 4:45
14. "Gran Torino" (Musica: Clint Eastwood, Jamie Cullum, Kyle Eastwood, Michael Stevens; Testo: Jamie Cullum - 4:32
15. "The Move on Song" (Jamie Cullum) - 3:47
16. "Grace is Gone" (Jamie Cullum) - 3:06